# 聽松
《聽松》，二胡獨奏曲，與《二泉映月》、《寒春風曲》為華彥鈞三首傳世作品，樂曲雖然短小但氣勢磅礴。華彥鈞注解該曲時曾說：“南宋時期，金兀術為岳飛所敗，趴在無錫惠泉山下的聽松石上俯聽宋朝追兵的聲音，故名《聽松》。”
曾被古琴家成公亮改編為古琴曲。

## 樂曲特色
本曲定弦為「托音胡琴」，採用中、老琴弦。同時樂曲採用大量滑音、重音移位、透音。格調激昂、奮進。

## 相关
- 听松石床

## 資料來源
1. ↑  http://music.guqu.net/erhu/15344.html （页面存档备份，存于） 中國古曲網 聽松
2. ↑  成, 公亮. . 如是我聞. 2004.
3. ↑  《二胡經典名曲50首詳解》，趙寒陽/編著，海潮出版社，2001年9月

## 外部連結
- YouTube上的〈聽松〉，成公亮改編並演奏，收錄於《如是寧靜》 （页面存档备份，存于）